# Caesar DePaço
César Manuel Cardoso Matos do Paço (ur. 21 września 1965 r.) – portugalski biznesmen.  Jest założycielem  i dyrektorem generalnym Summit Nutritionals International, firmy z branży spożywczej.
Był konsulem honorowym Portugalii i Republiki Zielonego Przylądka w Stanach Zjednoczonych w Palm Coast na Florydzie. DePaço Po zakończeniu kadencji jako konsul honorowy Portugalii na Florydzie, DePaço został mianowany na to samo stanowisko reprezentując Republikę Zielonego Przylądka, ale zrezygnował z tego stanowiska po ujawnieniu wcześniejszej darowizny na rzecz skrajnie prawicowej, antyimigracyjnej partii Chega.
W 2021 roku DePaço wniósł pozew przeciwko Wikipedii i jej redaktorom, uznając, że jego biografia zawiera zniesławiające go informacje. Pozew ten Fundacja Wikimedia określiła jako strategiczny pozew przeciwko udziałowi społeczeństwa. W 2025 roku Sąd Najwyższy Portugalii nakazał Wikipedii usunięcie treści z artykułów w Wikipedii w języku angielskim i portugalskim dotyczących zwłaszcza: "oskarżeń o przestępstwa, informacji nt. organizacji, którą rzekomo miał założyć, oraz jego rezygnacji (lub zwolnienia) ze stanowiska w administracji publicznej". Sąd nakazał także ujawnienie danych osobowych redaktorów Wikipedii odpowiedzialnych za ich dodanie.